# Vera Barclay
Vera Barclay, anche conosciuta con il nome di Vera Chalseworth e lo pseudonimo di Margaret Beech (Sussex, 10 novembre 1893 – Londra, 19 settembre 1989), è stata una scrittrice e educatrice inglese.
Oltre che famosa autrice di romanzi e racconti per fanciulli in lingua inglese e francese è stata coautrice, insieme a Robert Baden-Powell (B.-P.), del "Manuale del Lupetto", è stata un'importante studiosa in campo umanistico e una dei maggiori esperti inglesi nello studio della Sacra Sindone.
Importantissima presenza nel movimento scout britannico, raro ed importante esempio di "donna capo" all'interno dell'associazione maschile: già capo di reparti di esploratori venne scelta da Baden-Powell come primo "Akela d'Inghilterra" (ovvero responsabile della neonata branca lupetti dell'associazione Britannica) e diede a questa un importante impulso organizzativo quanto metodologico, sviluppando l'iniziale intuizione di B.-P. nell'ottica di uno "scautismo per fanciulli".
Sempre ritenuta marginale nella storia del movimento (forse a causa del sessismo dell'epoca) troviamo invece sue importanti impronte nello scautismo moderno: si devono a lei la definizione di "famiglia felice" per il branco e la codifica della legge del lupetto ("il lupetto ascolta il vecchio lupo; il lupetto non ascolta se stesso").

## Biografia
Vera Barclay nacque nel Sussex il 10 novembre 1893 dal Charles W. Barclay, reverendo di una parrocchia anglicana, e Florence Louisa Charlesworth, famosa scrittrice di romanzi.
Educata fin dall'infanzia al servizio verso gli altri si innamorò subito dello scautismo ed entra nella fraternità scout nel 1912 diventando nel 1914 la prima capo donna del movimento prestando servizio da Capo Reparto in un gruppo maschile.
Commossa dai bambini del suo villaggio che la salutavano con le tre dita e le chiedevano insistentemente di entrare nei "Boy Scouts" comincia ad interessarsi alla metodologia lupetti i cui primi passi erano descritti da Baden-Powell nell'Headquarters Gazette.
Nel 1914, allo scoppio della prima guerra mondiale, si arruola nella Croce Rossa prestando servizio nell'ospedale di guerra di Netley, vicino a Portsmouth, nel frattempo accosta al suo servizio di Capo Reparto quello di vecchio lupo, sostituendo molti capi chiamati al fronte.
In questo periodo dedica alle attività scout tutti i lunedì, mercoledì, giovedì e venerdì sera oltre che i fine settimana e buona parte delle vacanze, coinvolgendo in questo anche la sorella Angela.
Nel 1915 in seguito a una grave crisi di coscienza abbandona l'anglicanesimo convertendosi al cattolicesimo creando per questo grosso scalpore all'interno dell'associazione britannica che, in momento di guerra ancor più che di pace, si era stretta intorno al Re.
Nel 1915 incomincia ad occuparsi di lupettismo scrivendo numerosi articoli ed il 16 giugno 1916 partecipa al primo incontro capi su lupettismo organizzato dallo stesso Baden-Powell.
Al termine di questo incontro Baden-Powell, positivamente impressionata da quanto Vera ha finora scritto le chiede insistentemente di collaborare alla composizione del manuale del lupetto (che molti attribuiscono principalmente a lei) convincendola a trasferirsi a Londra.
Nel settembre 1916 si ha il battesimo della branca Vera Barclay viene scelta come responsabile guadagnando il titolo di prima Akela d'Inghilterra.

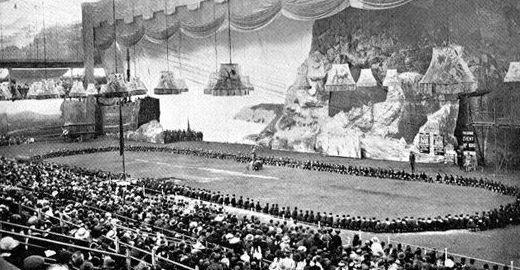
Circa 500 Lupetti eseguono il "Grande Urlo davanti a B.-P. durante il primo Jamboree mondiale ad Olympia

In occasione del primo Jamboree ad Olympia Baden-Powell le chiede di portare con sé 1000 lupetti per il "Grande Urlo", ma la Barclay, ritenendo ciò disagevole per i ragazzi, accetta per "soli" 500 (anche se poi riuscì a portarne "solo" 420).
Così Vera si recò in visita a tutti i 32 branchi prescelti per controllare che in tutti questi il "Grande Urlo" (e la danza di Kaa, anch'essa svolta durante il Jamboree) fossero conosciute nella stessa forma. L'idea fu buona in quanto Vera, invece di registrare un successo, si dovette rendere conte della grande eterogeneità presente allora in associazione (ancora non era stata istituita una formazione capi centralizzata).
Proprio al Jamboree di Olympia riceve, davanti ai suoi lupetti, il Lupo d'Argento, ovvero la più alta onorificenza dello scautismo di allora.
Allo stesso Jamboree padre Jacques Sevin, venuto con una sparuta rappresentanza dei primi "Scouts de France", aveva chiesto di incontrarla per chiederle di recarsi in Francia per spiegare ai capi il metodo del lupettismo.
Vista la sua grande padronanza del Francese ciò non le fu difficile così nel 1923 si svolse a Chamarande il primo campo scuola lupetti, che replicò nel 1925 e 1926, quando nomina padre Sevin "Akela Leader" affidandogli il compito di dirigere i campi scuola successivi.
Dopo il Jamboree dichiarò sulle pagine dell'Headquarters Gazette di voler abbandonare il movimento per farsi suora nell'ordine di san Vincenzo de Paoli, tuttavia, una volta in contatto con gli ambienti cattolici, dispiaciuta nel constatare come questi diffidassero dello scautismo, tornò a far parte del movimento per dargli un maggior respiro all'interno del mondo cattolico.	
A questo scopo scrisse due libri dedicati particolarmente al pubblico cattolico: “Good Scouting - note da una parrocchia cattolica” (1927) e “The Scout Way” (1929) guadagnandosi l'appoggio delle gerarchie cattoliche britanniche e la benevolenza del cardinale Bourne, primate d'Inghilterra.
Nelle estati tra il 1920 ed il 1929 si occupò del servizio dei giovani meno fortunati dei quartieri popolari di Birmingham, dove organizzò alcuni campi della durata di sei mesi denominati “Gospel Farm” che le consentirono un importante lavoro educativo e le permisero di dimostrare come il metodo scout fosse utile negli ambienti cattolici. Nei restanti sei mesi invernali, invece, continuava il suo servizio di capo scout.
Sempre a Birmingham lanciò la Catholic Scout Guild di cui fu la prima segretaria generale.
Si rese sempre più attiva negli ambienti cattolici assistendo il canonico Drinkwater nell'impostazione dell'insegnamento della religione cattolica nelle scuole, scrivendo regolarmente racconti, poi raccolti in un libro, sul "the Sower", il mensile edito dal canonico stesso.
Tanta attività si ripercosse sulla sua salute e, nel 1930, dovette abbandonare tutto per andare a riposarsi presso un'amica nella contea di Norfolk. Non avendo ottenuto i miglioramenti sperati, Vera fu costretta a partire per la più salubre Svizzera vivendo a Berna dal settembre 1931 al 1936.
In questi anni si dedicò alla stesura di vite di Santi e alla composizione di romanzi per ragazze editi sotto gli pseudonimi di Margaret Beech e Vera Chalseworth.
Di nuovo in Inghilterra fece ritorno nel Sussex andando a vivere con un'amica svizzera nei dintorni di Brighton e scrivendo racconti per bambini spesso di argomento ecologico.
In questo periodo aumentò la sua popolarità, allorché un suo libro divenne un programma radiofonico della BBC chiamato "l'ora dei bambini".
Nonostante l'età e gli acciacchi, allo scoppio della guerra divenne subito attiva dando impulso e direzione alle attività assistenziali promosse dagli scout inglesi.
Successivamente alla guerra lascia nuovamente l'Inghilterra andando a vivere in Svizzera e Francia, ma rimanendo in contatto con l'associazione Inglese scrivendo periodicamente sull'Headquarters Gazette.
Nel 1953 cominciò a dedicarsi agli studi sulla Sacra Sindone, in cui divenne una dei tre maggiori esperti inglesi: fu in contatto con G. Envie, di Torino, col salesiano Luigi Fossati, con don P. Coero-Borga, Segretario del Centro Internazionale di Sinologia, e con l'americano Antony Sarva, producendo numerosi scritti in argomento. Si interessò della sua datazione al carbonio, scrivendo agli scienziati della "Atomic Energy Research Establishment".
Alla Sindone dedicò anche un libro divulgativo per i ragazzi intitolato "The Face of a King", pubblicato nel 1955.
Le sue peggiorate condizioni di salute la riportarono a Londra nel 1983 quando, all'età di quasi 89 anni, andò a vivere, ormai cieca, presso un'istituzione religiosa dove le potevano essere garantite le cure necessarie.
Morì sei anni dopo all'età di 95 anni il 19 settembre 1989.

## L'importanza nel movimento scout
Nonostante la sua poca notorietà in patria, Vera Barclay fu estremamente importante nella storia del movimento scout.
Molti la considerano ben più importante di Agnes e Olave Baden-Powell e attribuiscono la differenza di notorietà al fatto che la moglie e la sorella di Robert Baden-Powell si dedicarono all'associazione femminile dove la visibilità di una donna era necessaria alla credibilità della stessa (molti considerano Agnes Baden-Powell poco più che una "presta nome" di B.-P., egli stesso affermava che ella non aveva nessuna delle qualità di un capo scout) mentre Vera offrì il suo servizio nell'Associazione Maschile dove il sessismo imperante dell'epoca non faceva che annebbiare le sue imprese (lo stesso Wilson era diffidente alle sue proposte).
Se la branca guide (appannaggio di Agnes e Olave Baden-Powell) era trainata in maniera importante da B.-P. (fu lui a firmare i manuali di tale branca), la branca lupetti fu affidata completamente a Vera che godeva della piena fiducia di B.-P. (quando la nominò Akela d'Inghilterra disse «Ho scelto per questo incarico la sola persona capace ed in grado di assumersi delle responsabilità»)
Riguardo alla posizione della donna in associazione scriveva:
«La sola posizione che una donna può occupare adeguatamente nello Scautismo è quella di capo Branco. Ed io sono tale. Talvolta una donna deve riempire i buchi per mandare avanti un Reparto finché non si trova un capo uomo. Io l'ho fatto, saltuariamente, durante gli ultimi quindici anni. Ho così conosciuto molto da vicino una mezza dozzina di Reparti» «È impossibile per una donna, per quanto brava, per quanto osservatrice, per quanto esperta, che non è mai stata un ragazzo, capire la mentalità di un ragazzo, sintonizzarsi con essa. Più un ragazzo cresce e più ha bisogno della guida di un uomo. Sostituire questa con quella di una donna, vuol dire, in realtà, negargli un diritto congenito; giacché, dopo tutto, dove sarebbe un ragazzo senza suo padre?».
Al di fuori del lupettismo quindi, secondo la Barclay, una capo donna può costituire solo un ripiego, in questo Vera era sulla stessa linea di B.-P. che si crucciava di non saper creare un metodo per le guide in quanto egli, evidentemente, non era una donna.

### L'importanza nel lupettismo
Da quanto risulta dalla maggior parte dei documenti Vera fu la principale autrice del "Manuale del lupetto" oltre che ispiratrice di aspetti importanti del metodo quali la "famiglia felice" e "la legge del lupetto".

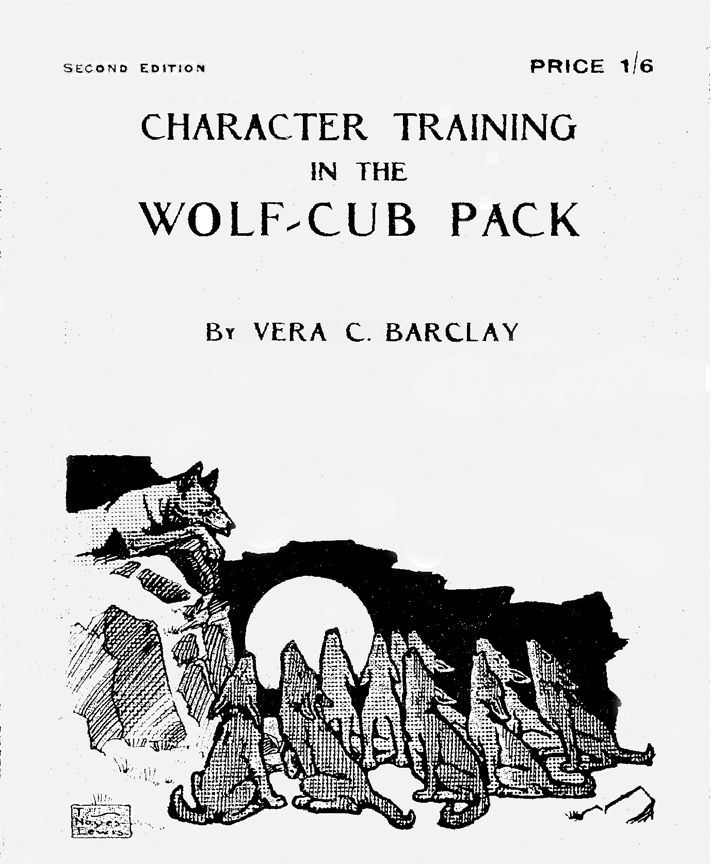
Copertina di "Character Training in the Wolf-Cub Pack"

Il contributo di B.-P. al manuale del lupetto pare sia stato in realtà poco più che di ispirazione, egli era infatti solerte nel lasciare sulla scrivania della futura prima Akela d'Inghilterra bigliettini recanti consigli per il manuale (appuntati su fogliettini di carta emostatica appartenenti al set da barba del capo) ma la stesura del manuale si deve alla stessa Vera che, al momento della pubblicazione dello stesso, si impegnò nella presentazione del libro sull'"Headquarters Gazette".
La firma di B.-P. a questo manuale ha quindi i motivi opposti della notorietà di Agnes Baden-Powell: era necessaria la firma di un uomo per dare credibilità a questo strumento presso i capi maschi dell'epoca.
Nella presentazione scriveva:
«Il popolo sussiegoso che si aspettava un manuale ponderoso su come educare il bambino tra gli otto e i dodici anni, vale a dire: esercizi di ordine chiuso, mentre tu gli giri attorno dentro una macchinina stupida; il sistema per fiaccare il suo spirito esuberante sotto il peso da incubo di unʼaccademia puntigliosa, quel popolo si troverà penosamente deluso. Ma se comprerà il libro, si ricrederà facilmente. Perché nella copertina si troverà di fronte un Lupetto vero e gioioso il quale, come il Capo si augura, non permetterà di aspettarsi niente di molto serioso tra le due copertine!»
Questa presentazione mostra la visione del metodo da parte di Vera: nelle sue mani il lupettismo passò dall'essere uno scautismo adattato ai bambini ad uno "scautismo per fanciulli", ovvero un metodo a sé che si poneva in continuità ma in distinzione dal metodo utilizzato in reparto.
Si impegnò molto per l'unificazione del metodo dopo che, dovendo portare (su richiesta di B.-P.) 500 lupetti al Jamboree di Olympia, facendo visita ai branchi prescelti si rese conto di come in realtà ci fosse una grande eterogeneità fra gli Akela: Ad esempio in un branco l'urlo veniva eseguito facendo scandire le iniziali delle frasi do your best / do our best (D Y B / D O B) anziché la frase estesa, a tal fine si dedicò sempre (anche se in maniera discontinua) a scrivere sull'"Headquarters Gazette" anche quando i suoi motivi di salute la portarono all'estero.
Successivamente alla pubblicazione del manuale del lupetto, oltre ai vari articoli, scrisse alcuni importanti manuali per lupetti tra cui "Character Training in the Wolf-Cub Pack" e "Cubbing - How to Run a Cub Pack", entrambi tradotti in italiano (seppur poco conosciuti) insieme ad alcuni articoli.

### L'accreditamento presso il mondo cattolico
Il suo contributo fu importantissimo per l'accreditamento del metodo presso gli ambienti cattolici.
Dal 1927 si impegno per promuovere l'applicazione del metodo scout negli ambienti cattolici e affidò alla pubblicazione di due libri ("Good Scouting - note da una parrocchia cattolica" e "The Scout Way") la pubblicizzazione di tali successi.
In breve tempo si guadagno l'appoggio della élite cattolica d'Inghilterra e delle gerarchie ecclesiali.
Il cardinale Bourne le propose di condurre un branco a Westminster (sede vescovile), branco nel quale fu duraturo il ricordo della capo.

### La popolarità all'estero
I suoi scritti ebbero grande risonanza in tutto il mondo scout e Vera era in contatto con molti capi di tutto il mondo che facevano riferimento a lei per consigli.
Era sua abitudine rispondere a tali lettere, quando ritenute di interessa maggioritario, sull'Headquarters Gazette, ritenendo così di fare un migliore servizio
Ebbe grandi rapporti con lo scautismo svizzero e francese in particolare, paesi in cui trascorse parte della sua vita.
La Barclay parlava francese in maniera eccellente essendo stata istruita da bambina in questa lingua.
Padre Jacques Sevin, con la quale manteneva un rapporto di grande amicizia, la ritenne importantissima nello sviluppo del movimento francese, sia per la sua presenza nella formazione degli Akela (egli stesso ricevette la nomina di Akela leader da Vera stessa) sia per l'impegno di creare un metodo vicino al mondo cattolico.
La figura della Barclay è piuttosto conosciuta in Francia (più che in Inghilterra) sia a causa del successo dei suoi racconti (bene in francese quanto in inglese) sia forse per la maggiore emancipazione della donna in quella società che non le negò il riconoscimento della sua importanza nel movimento Scout.
Nelle sue biografie francesi, difatti, non troviamo nessuna remora nel definirla "l'autrice del Manuale del lupetto", cosa che non avviene in altri paesi.

## Opere di Vera Barclay

### Opere pubblicate in lingua originale (inglese o francese)
- Danny, the Detective. 1918
- Danny, again. 1919
- Book of Cub Games (con una presentazione di R. Baden Powell) 1920
- Cubbing - How to Run a Cub Pack 1920
- The mysterious Tramp.1920
- Character training in the Wolf Cub Pack 1921
- Short Instructions on the Mass. 1921
- Jungle Wisdom 1925
- Potted Stories to tell Scouts and Cubs. 1926
- Scouting for Catholics 1926
- Good Scouting. 1927
- Dannyʼs Pack. 1928
- Peter and Veronica (con una prefazione di Robert Baden-Powell) 1928
- Peter the Cub. 1928
- The Way into the Kingdom. 1928
- The Scout Way.1929
- Danny and the Rattlesnakes. 1930
- Stories of the Saints by Firelight (for the Girl Guides) 1931
- Vie de Florence**1931
- Campfi re Yarns and Stunts.1932
- Stories of the Saints by Candlelight: an account of nine days of a Cub Camp 1932
- More Potted Stories to Tell Cubs and Scouts. 1932
- A Jungle Scrap Book. 1933
- Games for Camp and Cub Room. 1933
- Knave of Hearts 1933
- Saints of these Islands. 1933
- Camp Fire Singing for Scouts and Guides Swiss Folk Songs. 1934
- Joc, Colette and the Animals. 1934
- Practical Psychology (sunto di unʼopera di Allers) 1934
- Scout Discipline. 1934
- The Mystery of Mortimers Wood. 1934
- Joc, Colette and the Birds. 1935
- Joc, Colette and the Seashore. 1935
- Peter and Veronica Growing up. 1935
- Jane, Will You Behave. 1936
- More Potted Stories. 1936
- Jane Versus Jonathan. 1937
- Joc and Colette at the Natural History Museum 1937
- Gyp and the Pedlarʼs ring. 1938
- Jane and Tommy Tomkins. 1938
- Saints and Adventures. 1938
- The Mystery Man in the Tower. 1938
- The Meadscourtʼs Mystery. 1939
- Les Belles Vacances De Pierre, Etienne Et Veronique 1945
- They went to the sea 1946
- They Found an Elephant 1950
- Darwin is not for Children 1950
- Challenge to the Darwinians 1951
- Les exploits de Jane Brooke 1954
- The Face of a King 1955
- Cette terrible Jane 1957
- Little Brothers
- Le Saint Viking

### Opere tradotte in italiano
- I lupetti e la formazione del carattere (estratto da: Character training in the Wolf Cub Pack) ed. Fiordaliso 1944
- Come condurre un Branco (Cubbing - How to Run a Cub Pack) ed. Fiordaliso 1946
- Saggezza della Giungla (Jungle Wisdom - Traduzione di Ermanno Ripamonti) ed. Fiordaliso 1985
- "Scautismo e Lupettismo con Vera Barclay" (numero speciale 166 anno XXXVI di "Esperienze & Progetti", rivista del Centro Studi ed Esperienze Scout Baden-Powell), 2006 comprendente:
  - Il metodo Scout (the Scout Way - Traduzione di Fausto Catani)
  - I lupetti e la formazione della personalità (Character training in the Wolf Cub Pack - Traduzione di Domenico Sorrentino)
  - I racconti nello Scautismo (Patted Stories - Traduzione di Mario Sica)